# Железнодорожный (Новосибирская область)
Железнодоро́жный — посёлок в Новосибирском районе Новосибирской области России. Административный центр Берёзовского сельсовета.

## География
Площадь посёлка — 78 гектаров.

## Население
| 2002 | 2007  | 2010  |
| ---- | ----- | ----- |
| 1251 | ↗1319 | ↗1338 |

## Улицы
| - ул. Береговая, - ул. Новая, - ул. Солнечная, | - ул. Центральная, - ул. Школьная, - ул. Якимовых. |

## Инфраструктура
В посёлке по данным на 2007 год функционируют 1 учреждение здравоохранения и 2 учреждения образования.